# شاتروجان سينها
شاتروجان سينها ممثل هندي شهير اشتهر في العمل مع اميتاب باتشن اما أجمل افلامه فهو دوستانا في عام 1980 حيث رشح أفضل ممثل فلم فير شارك في أكثر من مئة فيلم وهو اب الممثلة الهندية الشهيرة سوناكشي سينها وزوج بونام سينها

## الترشيحات والجوائز
أفضل ممثل مساعد فلم بنغال 1973
الإنجاز مدى الحياة ستاردست 2003
جائزة كيشور كومار 2007
الإنجاز مدى الحياة زي سني 2011
أي تي أي 2011
الإنجاز المتميز الاكادمية الهندية السينمائية الدولية 2014
رشح أفضل ممثل فلم فير 1981
رشح أفضل ممثل مساعد فلم فير 1971-1974-1979

## روابط خارجية
- شاتروجان سينها على موقع IMDb (الإنجليزية)
- شاتروجان سينها على موقع ألو سيني (الفرنسية)
- شاتروجان سينها على موقع أول موفي (الإنجليزية)
- شاتروجان سينها على موقع قاعدة بيانات الفيلم (الإنجليزية)
- شاتروجان سينها على موقع كينوبويسك (الروسية)